# Hans G. Wägli

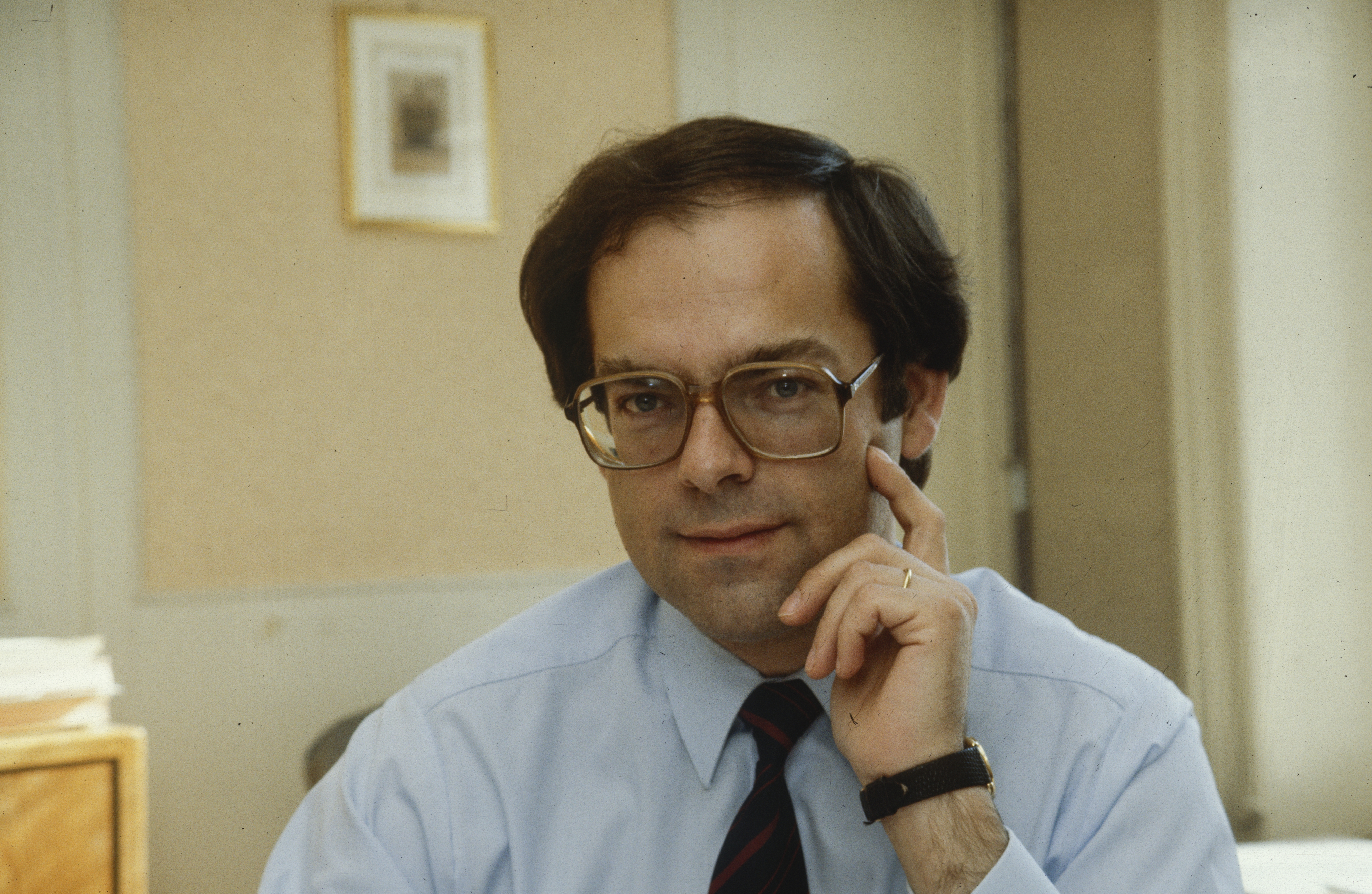
Hans G. Wägli (1982)

Hans Gottlieb Wägli (* 17. Mai 1947 in Wabern; † 22. Oktober 2019 in Grafenried), in Eisenbahnerkreisen vor allem unter dem Kürzel HGW bekannt, war ein Schweizer Bahnexperte. Er gilt als profunder Kenner der Eisenbahngeschichte und deren Technik. Als Autor und Eisenbahnhistoriker verfasste er mehrere Schlüssel- und Standardwerke zu den Grundlagen der Bahntechnik.

## Leben
Hans G. Wägli war der Sohn von Gottlieb Wägli und Emma Wägli-Schweizer, die in Gurten bei Wabern eine Bäckerei führten. Ebenda wuchs er gemeinsam mit seiner Schwester auf. Nach der Schulzeit begann er 1963 eine Stationslehre im Kreis II der SBB. Es folgten Einsätze in Flüelen, Wolhusen und Göschenen. Anschliessend übernahm er eine Stelle in der französischsprachigen Schweiz. Nach der Ausbildung und mehrjährigen Praxis im Eisenbahnbetriebsdienst und mehreren Weiterbildungen arbeitete er als Bibliothekar der SBB-Bibliothek. Später wurde er Redaktor des SBB-Nachrichtenblattes und des SBB-Magazins. Ab 1990 amtete er als Pressesprecher. Die Position als Leiter des Pressedienstes gab er zugunsten der Stelle bei der Infothek SBB auf. Anschliessend übernahm er die Verantwortung für mehrere Grossprojekte wie die Gesamtprojektleitung des Jubiläums 150 Jahre Schweizer Bahnen. Während 12 Jahren war er bis zur Auslagerung in eine privatrechtliche Stiftung Beauftragter für die historischen Belange der SBB. Gegen Ende seiner Karriere arbeitete er im Generalsekretariat und zeichnete unter anderem für die Partnerschaften der SBB mit Dritten.
Als Autor verfasste er verschiedene Beiträge, Biographien und Monographien zur Geschichte des Verkehrs, der Verkehrsmittel und der Verkehrstechnik. Der Atlas «Schienennetz Schweiz», der bereits Anfang der achtziger Jahre erschienen war, gilt als Standard- und Schlüsselwerk. Wägli war zudem Ehrenmitglied des Verkehrshauses der Schweiz.
HGW engagierte sich auch ausserberuflich für die Eisenbahn, so beispielsweise als Mitglied in Stiftungsrat und Direktion der Chemins de fer du Kaeserberg oder auch bei der Modellanlage in Granges-Paccot bei Fribourg.
Im 73. Altersjahr erlag er einem Krebsleiden.

## Publikationen (Auswahl)
- Aare-Schiffahrt einst und jetzt. Hrsg.: Bielersee Schiffahrts-Gesellschaft, 1979.
- Vor 100 Jahren. Erstes Stellwerk in der Schweiz. Zollikofen, 1980.
- mit Sébastien Jacobi, Roland Probst: Schienennetz Schweiz, Strecken, Brücken, Tunnels. Ein technisch-historischer Atlas. Réseau ferré suisse, atlas technique et historique, toutes les lignes, les ponts, les tunnels. Generalsekretariat Schweizerische Bundesbahnen SBB, Bern 1980 (deutsch/französisch).
- et al.: Hundert Jahre Stellwerke bei den Schweizer Bahnen. Schweizerische Bundesbahnen (SBB), Bern 1981.
  - Versione italiana: Un secolo d’apparecchi centrali alle ferrovie svizzere. Ferrovie federali svizzere (FFS), Bern 1981.
  - Version française: Chemins de fer suisses. Un siècle d’enclenchements. Chemins de fer fédéraux suisses (CFF), Bern 1981.
- mit Heinz Bühler, Peter Scheidender: Bahn und Bus verbinden Stadt und Land. Der Regionalverkehr Bern-Solothurn stellt sich vor. Regionalverkehr Bern-Solothurn (RBS), Worblaufen 1987.
- Les locomotives. Camille Barbey. Éditions Slatkine, Genf 1987, ISBN 2-05-100846-9.
- Schweizer Beiträge zur Verkehrstechnik. Grafenried, 1991.
- mit Heinz von Arx, Barbara Graf et al.: Bahnsaga Schweiz. 150 Jahre Schweizer Bahnen. AS Verlag, Zürich 1996, ISBN 3-905111-07-1.[3]
  - Version française: La saga ferroviaire de la Suisse. Les chemins de fer suisses ont 150 ans (Übersetzung ins Französische: Walter Holzer und Angelo Nottaris). AS Verlag, Zürich 1996, ISBN 3-905111-15-2.
  - Versione italiana: La saga ferroviaria della Svizzera. 150 anni delle ferrovie svizzere (Übersetzung ins Italienische: Samantha Pellegrini). AS Verlag, Zürich 1996, ISBN 3-905111-15-2.
  - English Version: The Swiss railway saga. 150 years of Swiss trains (Übersetzung ins Englische: Dieter Ehrismann). AS Verlag, Zürich 1996, ISBN 3-905111-16-0.
- mit Sébastien Jacobi: Bahnprofil Schweiz 2005. Ein technischer Reisebegleiter. Distanzen, Gleisanlagen, Kunstbauten / Le rail suisse en profil, 2005. Un guide de voyage technique. Distances, plans de voies, ouvrages d’art. Diplory-Verlag, Grafenried 2004.[4]
  - Zweite Auflage, korrigiert, nachgeführt, erweitert und vervollständigt, AS Verlag, Zürich 2010.
- Schienennetz Schweiz. Bahnprofil Schweiz CH+. / Réseau ferré suisse. Le rail suisse en profil CH+. AS Verlag, Zürich 2010, 2., überarbeitete Auflage, ISBN 978-3-909111-74-9.[5][6][7]
- Louis Favre (1826–1879), Erbauer des Gotthardtunnels. Verein für Wirtschaftshistorische Studien, Zürich 2008, ISBN 978-3-909059-40-9.
  - Version française: Louis Favre (1826–1879), constructeur du tunnel du Gothard. Verein für Wirtschaftshistorische Studien, Zürich 2008, ISBN 978-3-909059-44-7.
- Hebel, Riegel und Signale. Eisenbahnsicherungstechnik in der Schweiz. Die Entwicklung der mechanischen Einrichtungen. Diplory Verlag, Grafenried 2018, ISBN 978-3-033-06410-2.[8]

## Auszeichnung
- 2012: Goldene Schiene für das zweisprachige deutsch-französische Werk Schienennetz Schweiz[9]